# جيزال خوري
جيزال خوري (1961 - 15 أكتوبر 2023) إعلامية ومقدمة برامج لبنانية - فرنسية الجنسية. قدمت برامج كثيرة نالت شهرة واسعة منها "المشهد" في محطة بي بي سي عربي. كانت متزوجة من الصَّحَفي اللبناني سمير قصير حتى اغتياله عام 2005. وظلَّت تعلِّق على صدرها نيشانًا فيه صورته مدَّة سنتين بعد رحيله. نشِطَت في حركة اليسار الديمقراطي التي كان قصير من مؤسسيها، وأنشأت عام 2006 "مؤسسة سمير قصير"، لنشر ثقافة الديمقراطية والحريات في العالم العربي.

## سيرتها
وُلدت جيزال قزي (خوري) في الأشرفية بالعاصمة اللبنانية بيروت عام 1961، لأسرة ترجع إلى بلدة العقيبة الساحلية في قضاء كسروان شمال بيروت. درست التاريخ في جامعة روح القدس- الكسليك. ودرست الإعلام في الجامعة اللبنانية.
تزوَّجت في سن العشرين الطبيبَ إيلي خوري، واحتفظت بلقب أسرته. ولها منه ولدان ابنٌ اسمه مروان، وابنة اسمها رنا.
ثم تزوَّجت الصحفيَّ والكاتب والمؤرخ سمير قصير بعد قصَّة حب، حتى اغتياله في 2 يونيو (حَزِيران) 2005. ومنذ وفاة زوجها نشِطَت في ترويج أفكاره، وبمساعدة الأصدقاء والعائلة أسَّست عام 2006 "مؤسسة سمير قصير" وهي مؤسسة غير ربحية تسعى إلى نشر ثقافة الديمقراطية في لبنان والعالم العربي وتشجيع الحرِّيات، ثم أسَّست عام 2008 "مركز سكايز" للدفاع عن الحريات الإعلامية والثقافية، وهو من أبرز المنظمات المدافعة عن حرية التعبير والعاملة في مجال تطوير الإعلام في دول المشرق.
حملت قضيةَ حرية الصِّحافة إلى المحافل العالمية الدَّولية، دافعةً الاتحاد الأوروبي لإطلاق "جائزة سمير قصير لحرِّية الصِّحافة" عام 2006، التي صارت أكثرَ جوائز الصِّحافة جذبًا للصحفيين العرب.

## مسيرتها المهنية
بدأت مسيرتها المهنية في أواخر عام 1985 في المؤسسة اللبنانية للإرسال (قناة إل بي سي) LBC مقدمةَ برامج حوارية ثقافية. واستضافت أبرزَ الشخصيات السياسية والثقافية العربية والعالمية في برنامجها "حوار العمر" بين عامَي 1992 و2001. ثم انضمَّت إلى المجموعة الإعلامية العربية إم بي سي MBC عام 2002 وأسهمت في إطلاق قناة العربية الإخبارية، وقدَّمت برنامج "بالعربي" بين عامَي 2003 و2013 وهو برنامج حواري سياسي أسبوعي، وقالت: إنها استضافت صانعي القرار السياسي؛ من رؤساء دول ورؤساء وزراء ووزراء الشؤون الخارجية. وتناول البرنامج بالعرض والنقاش الأحداثَ الجارية وآخرَ التطوُّرات السياسية في العالم العربي وخارجه.
كتبت وأنتجت أفلامًا وثائقية عن أبرز القامات السياسية العربية، وأسست في عام 2009 شركة "راوي" للإنتاج الوثائقي مع الصحفية والسفيرة سحر بعاصيري، وكان أولَ أعمالها تقديم سيرة من أربع حلَقات للزعيم الفلسطيني ياسر عرفات.
وفي عام 2013 انتقلت إلى قناة بي بي سي عربية وقدمت أحدَ أشهر برامجها وهو برنامج "المشهد" الذي حاورت فيه كبارَ القادة والمفكرين عن لحَظات مِفصَلية في التاريخ المعاصر، مع تسليط الضوء على بعض روايات شهود العِيان الأكثر إقناعًا في تاريخ الشرق الأوسط المعاصر. وسافرت خوري إلى بلدان مختلفة للقاء شخصيات عربية ودَولية والاستماع إلى رواياتهم عن الأحداث التي شكلت التاريخ.
ثم انتقلت أخيرًا إلى قناة سكاي نيوز عربية، عام 2020، لتقدم برنامج "مع جيزيل"، الذي كان نقطةَ تحوُّل في نمط البرامج الحوارية وإيقاعها وتنوُّع مواضيعها.
انتُخِبت عضوًا في مجلس إدارة المنتدى العالمي لتطوير الإعلام بين 2016 و2020، وعضوًا في لجنة تحكيم جائزة "غيلرمو كانو" لحرية الصِّحافة التي تمنحها اليونسكو.

## الجوائز
- نالت وسام الفنون والآداب الفرنسي من رتبة ضابط عام 2012.
- ونالت وسام جوقة الشرف الفرنسية من رتبة فارس عام 2019.

## برامجها
- حوار العمر، إل بي سي، 1992 - 2001
- بالعربي، قناة العربية، 2003 - 2013
- ستوديو بيروت، قناة العربية
- المشهد، بي بي سي عربي، يناير 2014 - 2020
- مع جيزال، سكاي نيوز عربية، 2020

## وفاتها
توفيت في بيتها ببيروت فجر يوم الأحد 30 ربيع الأول 1445هـ، الموافق 15 أكتوبر (تشرين الأول) 2023م، بعد معاناة مرض السرطان أكثر من سنتين.

## وصلات خارجية
- برامج العربية